# إدوين جاي بيترسون
إدوين جاي بيترسون (بالإنجليزية: Edwin J. Peterson)‏ هو محامي وقاضي أمريكي، ولد في 30 مارس 1930.